# جاما
جاما یک حزب سیاسی
سوسیالیست ایرانی بود که در سال ۱۳۴۲ به رهبری کاظم سامی برای مبارزه با حکومت پهلوی تأسیس شد. بنیان این حزب با انشعاب گروهی از اعضای حزب مردم ایران گذاشته شد. سامی و همفکرانش به جناح رادیکال حزب مردم (از حزب‌های عضو جبهه ملی ایران) تعلق داشتند که از نهضت خداپرستان سوسیالیست به حزب مردم ایران پیوسته بودند و اختلاف آنها با بقیه اعضای حزب مردم این بود که معتقد به مبارزه قهرآمیز برای سرنگونی حکومت پهلوی بودند.
حبیب‌الله پیمان، نظام‌الدین قهاری و معین‌الدین مرجایی از دیگر همراهان سامی در جاما بودند. این حزب توانست بسیاری از اعضا و طرفداران حزب مردم را به خود جذب کند و تشکیلات خود را به صورت کاملاً مخفی در هسته‌های مستقل جدا از هم بنا کند. از تابستان ۱۳۴۳ نشریات این گروه تحت عنوان «این است دشمن مردم» و «اکنون چه باید کرد» منتشر شد، و در نشریه سوم تحت عنوان «این است راه پیروزی» مشی مبارزه مسلحانه علیه حاکمیت را به عنوان تنها راه نجات کشور تبلیغ کرد. ساواک به سرعت توانست در یکی از هسته‌های سازمانی جاما در بندر انزلی نفوذ کرده و در ۲۷ مرداد ۱۳۴۴ رهبران آن را دستگیر و روانه زندان کرد. حبیب‌الله پیمان پس از آزادی از زندان موفق شد تا تعدادی از اعضای جاما را دوباره گرد هم آورد و با کمک نیروهای جدید سازمان تازه‌ای را با نام جنبش مسلمانان مبارز تأسیس کند.

## دولت موقت
در جریان انقلاب ۱۳۵۷ جاما فعالیت خود را از سر گرفت و کاظم سامی رهبر آن به عنوان وزیر بهداشت دولت موقت مهدی بازرگان انتخاب شد اما اختلافات جاما با دیگر اعضای دولت موقت باعث شد تا کمی بعد سامی از مقام خود استعفا دهد. سامی در این دوران طرحی به نام «طب ملی» را پیشنهاد داده بود که طبق آن خدمات درمانی به کلی رایگان می‌شد. وی در متن استعفایش مواردی چون «بی‌توجهی به نقش سیاست‌های خارجی و عمق مخالفت‌های امپریالیسم با انقلاب ایران»، «عدم همکاری و وجود سانسور در سیستم ارتباط جمعی به ویژه رادیو تلویزیون در معرفی دستاوردهای انقلاب و زمینه‌سازی فرهنگی و انقلابی» و «عدم تجانس در هیئت وزیران و تمایلات گروهی و فرقه‌ای و دسته‌بندی برای کسب قدرت بیشتر» را از جمله علل استعفای خود بیان کرده بود.

## انتخابات مجلس خبرگان قانون اساسی
جاما در انتخابات مجلس خبرگان قانون اساسی (۱۳۵۸) با چندین گروه دیگر جناح چپ مذهبی از جمله سازمان مجاهدین خلق و جنبش مسلمانان مبارز ائتلاف کرده و آیت الله طالقانی، حبیب‌الله پیمان، کاظم سامی، مسعود رجوی، ناصر کاتوزیان، عبدالکریم لاهیجی، علی‌اصغر حاج‌سیدجوادی، علی گلزاده غفوری، عزت‌الله سحابی، و طاهره صفارزاده را به عنوان کاندیداهای خود از حوزه انتخابیه استان تهران معرفی کرد که سه تن از این کاندیدا رای کافی برای ورود به این مجلس آوردند. آیت الله طالقانی که سر لیست بوده و در سایر لیست‌ها هم نامشان وجود داشت (اغلب به عنوان سر لیست) به سبب محبوبیت مردمی بالا و حضور در لیست‌های مختلف رای اول تهران شدند، آیت الله دکتر گلزاده غفوری بالاتر ازمحمد حسینی بهشتی (رهبر حزب جمهوری اسلامی) چهارم شدند و مهندس عزت‌الله سحابی ششم شدند. حاج سید جوادی نفر ۱۱ تهران شده و از ورود به مجلس خبرگان قانون اساسی جا ماند. دکتر ناصر کاتوزیان نیز که از نویسندگان پیش نویس قانون اساسی بود نفر بیست و یکم شده و موفق به ورود نشدند، همه اینها در حالی بود که از فهرست ائتلاف گروه‌های اسلامی که بر خود نام [به فرمان امام] گذاشته بودند و خود را نماینده افکار و ایدئولوژی آیت الله خمینی رهبر محبوب انقلاب معرفی می‌کردند حتی علی محمد عرب که کارگری ناشناس بود به عنوان نفر دهم به مجلس خبرگان قانون اساسی راه یافت.

## انتخابات ریاست‌جمهوری
جاما در اولین دورهٔ انتخابات ریاست‌جمهوری ایران (۱۳۵۸) نیز شرکت کرده و کاظم سامی را به عنوان نامزد خود معرفی کرد. سامی در این انتخابات تنها ۰٫۶٪ آراء را کسب کرده و در رتبهٔ ششم قرار گرفت.

## مجلس اول
در انتخابات مجلس اول نیز جاما فهرست مستقلی را ارائه داد. فهرست ۱۲ نفره جاما در تهران شامل کاظم سامی، مهدی ظریف، نظام‌الدین قهاری، محمود نکوروح مطلق، محمد ملکی، عبدالکریم لاهیجی، عبدالصمد تقی‌زاده، محمدجواد حجتی کرمانی، محمد موسوی خوئینی‌ها، عزت‌الله سحابی، مصطفی میرخانی و عزت‌الله خلیلی می‌شد که چهار نفر از آن‌ها موفق به ورود به مجلس شدند. یکی کاظم سامی رهبر این حزب بود که در دور دوم با ۸۱۹ هزار رأی وارد مجلس شد. البته سامی در فهرست دفتر همکاری مردم با رئیس‌جمهور و جنبش مسلمانان مبارز هم حضور داشت. محمدجواد حجتی کرمانی (کاندیدای مشترک با ائتلاف بزرگ - حزب جمهوری و روحانیت مبارز - و دفتر همکاری رئیس‌جمهور)، محمد موسوی خوئینی‌ها (مشترک با ائتلاف بزرگ و جنبش مسلمانان مبارز) و عزت‌الله سحابی (مشترک با دفتر همکاری و نهضت آزادی) هم از این فهرست به مجلس راه یافتند.
در دوران مجلس اول اختلافات گذشته دکتر سامی دبیرکل جاما با مهندس بازرگان و نهضت آزادی کمرنگ شد. پس از فضای بسته سیاسی ناشی از خرداد ۶۰ فعالیت جاما از صورت علنی و سیاسی تبدیل به گردهمایی‌های دوستانه و امور فرهنگی و خیریه تبدیل شد.

## کشته شدن اولین دبیرکل جاما
در آذر ۱۳۶۷ کاظم سامی نخستین دبیرکل جاما در مطب خود به قتل رسید و کمی بعد اعلام شد که قاتل او نیز خودکشی کرده‌است و هیچگاه دلیل واقعی این قتل مشخص نشد.
در حال حاضر نظام الدین قهاری دبیرکلی این حزب را بر عهده دارد.
جاما از گروه‌های تشکیل دهنده ائتلاف ملی مذهبی به رهبری عزت‌الله سحابی بوده و در حال حاضر دبیرکل حزب نظام الدین قهاری نماینده این گروه در شورای ملی-مذهبی است.